# Ichneumon luteolus
Ichneumon luteolus là một loài tò vò trong họ Ichneumonidae.